# Amblyseius williamsi
Amblyseius williamsi är en spindeldjursart som beskrevs av Schicha 1983. Amblyseius williamsi ingår i släktet Amblyseius och familjen Phytoseiidae. Inga underarter finns listade i Catalogue of Life.